# Diane Benson
Diane Benson   (Yakima, 10 de maig de 1954) també coneguda en tlingit com a Lxeis, és una intel·lectual, política, escriptora i dramaturga d'Alaska pertany a la tribu índia, tlingit. Va ser la candidata demòcrata de 2010 a tinent governador d'Alaska, derrotant altres tres opositors a les primàries demòcrates.
Ha estat fundadora de l'Alaska Native Performance and Film Commission el 1993, també és periodista lliure i col·laboradora a diversos museus. Ha participat en els films White fang i Crimes of the heart (1985), així com a Kusah Hakwaan, primer film fet a Alaska per un nadiu.
Benson es va presentar com a governadora d'Alaska com a candidata del Partit Verd el 2002 i per a la Cambra dels Estats Units contra el veterà titular Don Young com a candidat demòcrata el 2006, aconseguint un resultat històricament bo del 40% amb poc suport per part del partit. En la seva segona candidatura a la Cambra el 2008, va ser derrotada a les primàries demòcrates per Berkowitz, la persona amb la qual es presentaria al bitllet de governador del 2010 i que aquell any va ser candidata "de vermell a blau" amb el suport del Comitè de campanya del Congrés Demòcrata.